# Agnieszka Oszczyk
Agnieszka Oszczyk (ur. 1976) – polska dziennikarka i prezenterka telewizyjna, która prowadziła Serwis Info w TVP Info i Panoramę w TVP2.

## Życiorys
Wykształcenie średnie zdobyła w Liceum Ogólnokształcącym im. Ziemi Żuławskiej w Nowym Dworze Gdańskim oraz średniej szkole muzycznej w Elblągu. 
Jest absolwentką studiów na Wydziale Wokalno-Aktorskim  Akademii Muzycznej im. Stanisława Moniuszki w Gdańsku.
W 2003 roku brała udział w talent show telewizji Polsat pt. Debiut. Doszła do finału i zajęła III miejsce.
Pracowała w gdańskim oddziale TVP3, m.in. jako prezenterka i reporterka Panoramy.
W 2010 i ponownie od 2016 prowadziła serwisy informacyjne w TVP Info, a od 1 września 2013 roku w TVP3 (wcześniej TVP Regionalna) Dziennik Regionów. Od 21 sierpnia 2017 do końca sierpnia 2022 prowadziła boczne wydania programu informacyjnego TVP1 Wiadomości. Prowadziła także programy TVP Info, m.in. W kontrze, Poradnik dla seniora, Czym żyje świat i inne programy TVP Info. Współprowadziła imprezy organizowane przez TVP: Walentynkowy koncert życzeń w TVP2 w lutym 2022 oraz 59. KFPP w Opolu 2022 w koncercie „Premiery” w czerwcu 2022. Od 27 września 2022 prowadziła serwis informacyjny TVP2 Panorama, a od października 2023 magazyn interwencyjny Alarm! w TVP1. W grudniu 2023 została zwolniona z pracy w TVP. W październiku 2024 poinformowała o ostatecznym rozwiązaniu umowy z TVP.